# Брлог (Содражица)
Брлог (словен. Brlog) је насељено место у општини Содражица, регија Југоисточна Словенија, Словенија. Део је насеља Брлог, које је административним границама подељено на два насеља: Брлог (Содражица) и Брлог (Велике Лашче).

## Историја
До територијалне реорганизације у Словенији био је у саставу старе општине Рибница.

## Становништво
У попису становништва из 2011. године, Брлог није имао становника.
| Број становника према пописима | Број становника према пописима | Број становника према пописима |
| ------------------------------ | ------------------------------ | ------------------------------ |
| 1991                           | 2002                           | 2011                           |
| 2                              | 0                              | 0                              |